# Лиса-сирота
«Лиса-сирота» — российский рисованный мультфильм, созданный режиссёром Сергеем Гордеевым на студии «Пилот» в 2004 году по мотивам башкирской сказки.
Мультфильм вошёл в мультсериал «Гора самоцветов». В начале мультфильма — пластилиновая заставка «Мы живём в России — Башкирия».

## Сюжет
Мультфильм по мотивам башкирской народной сказки. Аналог испанской народной сказки «Горшочек мёда».
Однажды встретились Медведь, Волк, Заяц и Петух и задумали жить вместе. Построили они хату и стали в нём жить и вести хозяйство. Медведь пасеку завёл, Заяц и Волк рыбу ловят, а Петух пугалом работает.
Однажды друзья продали на базаре мёд и купили корову. Стало у них и молока вдоволь, и сливок, и масла. А масла стало так много, что друзья припасли его на зиму на чердаке. Да вдруг пришла к ним Лиса-«сирота» и начала у них жить. Помогала зверям. К примеру, Медведя убаюкивала. Да как прознала про масло, то повадилась ходить на чердак и воровать его, объясняя это друзьям тем, что её пригласили на крестины. Вскоре утащила она всё масло к себе в тайник.
Пришла зима. Друзья отправили Лису на чердак за маслом, а та забралась и сказала, что масло кто-то съел. Удивились друзья, а Лиса предложила развести костёр и вокруг него лечь: у кого масло на животе вытопится, тот масло и съел. Пока все спали, Лиса к тайнику пробралась, чуток масла взяла и намазала живот спящего Медведя, чтобы свалить на него вину. Но Петух заподозрил, что что-то не так, и потребовал попробовать ещё раз. Лиса снова сбегала к тайнику за маслом, да только Петух тайком подсмотрел за ней, а потом рассказал всё Зайцу, Волку и Медведю. Вместе они спрятали в лисьем тайнике улей с пчёлами, а масло забрали и перепрятали. Когда лиса спохватилась и побежала проверять, то пчёлы на неё напали и искусали. Так была наказана Лиса за свою хитрость и жадность.

## Создатели
| Режиссёр                              | Сергей Гордеев |
| Авторы сценария                       | Георгий Заколодяжный, Александр Татарский |
| Художник-постановщик                  | Елена Косарева |
| Художественный руководитель           | Александр Татарский |
| Композитор                            | Илико Читашвили |
| Звукорежиссёр                         | Екатерина Железкова |
| Аниматоры:                            | Наталья Бекшаева, Алла Белоконь, Андрей Бесараб, Елена Божко, Игорь Вержиковский, Алла Езерская, Владислав Емец, Елена Зеркалий, Александр Киянский, Астра Лахтай, Сергей Огурцов, Валерий Пойлов, Александр Попов, Елена Радченко, Александр Сидоренко, Елена Сумцова, Ольга Сухомлин |
| Ассистент художника-постановщика      | Виктория Кирдий |
| Художники:                            | Сергей Волощенко, Наталья Голубченко, Ольга Новикова, Юлия Несмиянова, Ольга Огуцова, Артём Подгорный, Елена Руденко, Александр Сафьянов, Виктория Скрипниченко, Галина Субочева, Наталья Умрихина, Алина Черепахина, Татьяна Шабельник, Ольга Шипак                                   |
| Ассистент режиссёра                   | Оксана Фомушкина |
| Съёмка и спецэффекты                  | Алексей Ганков, Анастасия Шиляева |
| Директор картины                      | Игорь Гелашвили |
| Продюсер                              | Ирина Капличная |
| Над пластилиновой заставкой работали: | Режиссёр — Сергей Меринов Художник-постановщик — Эдуард Беляев Композитор — Александр Гусев Художники — Галя Голубева, Юля Дащинская Аниматоры — Наталья Акашкина, Наталья Соколова Съёмка и спецэффекты — Юлия Милехина, Андрей Пучнин Голос от автора — Алексей Баталов              |
| Художественный совет проекта          | Эдуард Назаров, Александр Татарский, Михаил Алдашин, Валентин Телегин, Георгий Заколодяжный |
| Руководитель проекта                  | Александр Татарский |
| Генеральный продюсер                  | Игорь Гелашвили |

## Роли озвучивали
| Актёр              | Роль       |
| ------------------ | ---------- |
| Сергей Баталов     | Медведь    |
| Ольга Гусилетова   | Лиса       |
| Валерий Чигляев    | Петух      |
| Александр Леньков  | Заяц       |
| Владимир Шульга    | Волк       |
| Станислав Стрелков | Рассказчик |

## Премьера и награды
- 2005 — Премьерный показ первых 11 фильмов из цикла «Гора самоцветов» состоялся в рамках Х Открытого российского фестиваля анимационного кино в Суздале[1] в феврале 2005 года.[2]
- 2005 — Диплом жюри Х ОРФАК в Суздале (2005) "Коллективному разуму Большой киностудии «Пилот», энергично создающему «Гору самоцветов».[3]
- 2006 — Национальная премия в области кинематографии «Золотой орёл» за 2005 год в категории «Лучший анимационный фильм» — циклу «Гора самоцветов» (11 мультфильмов 2004 года).